# Trouville
Trouville (tʁu.vilⓘ) es una población y comuna francesa, en la región de Alta Normandía, departamento de Sena Marítimo, en el distrito de Le Havre y cantón de Bolbec.

## Demografía
| 374 | 404 | 415 | 501 | 537 | 563 |
| Para los censos de 1962 a 1999 la población legal corresponde a la población sin duplicidades (Fuente: INSEE [Consultar]) |     |     |     |     |     |